# Viadana (Calvisano)
Viadana è un centro abitato d'Italia, frazione del comune di Calvisano.

## Società

### Religione
Il centro abitato di Viadana è sede di una parrocchia della diocesi di Brescia dedicata a Santa Maria Annunciata, eretta nel 1959.

## Infrastrutture e trasporti
La frazione è servita da una stazione ferroviaria posta sulla linea Brescia-Parma.